# Symplecta (Symplecta) macroptera macroptera
Symplecta (Symplecta) macroptera macroptera is een ondersoort van de tweevleugelige Symplecta (Symplecta) macroptera uit de familie steltmuggen (Limoniidae). De ondersoort komt voor in het Neotropisch gebied.